# Jemez Pueblo
Jemez Pueblo es un lugar designado por el censo ubicado en el condado de Sandoval en el estado estadounidense de Nuevo México. En el Censo de 2010 tenía una población de 1788 habitantes y una densidad poblacional de 337,25 personas por km².

## Geografía
Jemez Pueblo se encuentra ubicado en las coordenadas 35°36′24″N 106°43′56″O / 35.60667, -106.73222. Según la Oficina del Censo de los Estados Unidos, Jemez Pueblo tiene una superficie total de 5.3 km², de la cual 5.29 km² corresponden a tierra firme y 0.01 km² (0.24 %) es agua.

## Demografía
Según el censo de 2010, había 1788 personas residiendo en Jemez Pueblo. La densidad de población era de 337,25 hab./km². De los 1788 habitantes, Jemez Pueblo estaba compuesto por el 0.39 % blancos, el 0.06 % eran afroamericanos, el 98.6 % eran amerindios, el 0 % eran asiáticos, el 0 % eran isleños del Pacífico, el 0.5 % eran de otras razas y el 0.45 % pertenecían a dos o más razas. Del total de la población el 1.29 % eran hispanos o latinos de cualquier raza.